# Rudi Maier (Fußballspieler)
Rudi Maier (* 22. November 1922; † März 2004 in Schwäbisch Hall) war ein deutscher Fußballspieler. 

## Karriere

### SV Waldhof Mannheim
Maier begann seine fußballerische Laufbahn als Schüler beim FV 03 Ladenburg. Später wechselte er zum SV Waldhof Mannheim, mit dem er in der Saison 1946/47 süddeutscher Vizemeister wurde. Eine deutsche Meisterschaft wurde so kurz nach dem Zweiten Weltkrieg noch nicht ausgespielt. Für die Blau-Schwarzen vom Waldhof hatte der zumeist auf der Position des Außenläufers agierende Maier von 1945 bis 1948 an der Seite der Mitspieler Reinhold Fanz sen., Georg Herbold und Paul Lipponer in der Fußball-Oberliga Süd 86 Ligaspiele absolviert.

### VfR Mannheim
Zur Runde 1948/49 schloss er sich dem Lokalrivalen VfR Mannheim an. Die Blau-Weiß-Roten verstärkten sich noch durch die weiteren Spieler Fritz Bolleyer und Ernst Langlotz und als neuer Trainer kam Hans „Bumbes“ Schmidt aus Nürnberg in die Quadratestadt. Gleich in der ersten Saison – Maier absolvierte 27 Ligaspiele – gelang der Mannschaft der Gewinn der deutschen Meisterschaft 1949, nachdem sie in der Südoberliga hinter Kickers Offenbach die Vizemeisterschaft errungen hatten. Im Finale in Stuttgart am 10. Juli 1949 vor 92.000 Zuschauern, das der VfR gegen Borussia Dortmund gewann, spielte Maier gegen den Dortmunder Spielmacher Max Michallek.
Im Jahr darauf gelang erneut – von der Südliga war 1949/50 auch noch der Vierte für die Endrunde zugelassen – der Einzug in die Endrunde um die deutsche Meisterschaft. Maier gehörte der Erstliga-Mannschaft des VfR Mannheim noch bis 1953 an. Von 1948 bis 1953 absolvierte er für den VfR Mannheim 121 Oberligaspiele und erzielte dabei ein Tor.

### Sportfreunde Schwäbisch Hall
Danach spielte er bei den Sportfreunden Schwäbisch Hall und als Spielertrainer für seinen ehemaligen Jugendverein FV 03 Ladenburg.

## Erfolge
- Deutscher Meister 1949

## Sonstiges
Berufstätig war er von 1940 bis 1955 bei der Stadt Ladenburg und danach bei der Bausparkasse Schwäbisch Hall.